# ヘルベルト・プルチョウ
ヘルベルト・プルチョウ（ドイツ語: Herbert E. Plutschow, ドイツ語: Herbert Eugen Plutschow、1939年9月8日 – 2010年6月24日）は、スイス生まれのアメリカ合衆国の日本文化研究者。日本文学・日本史・漢文学などを講じた。
スイス・チューリッヒ生まれ。イギリス、スイス、スペインで高等学校教育を受け、1962年パリ大学東洋語学部ロシア語専攻を卒業。1964年文部省の国費留学生として来日し、1966年早稲田大学大学院日本文学比較文学専攻修士課程修了。1968年コロンビア大学日本研究部日本文学科博士課程修了。1973年、コロンビア大学で日本中世旅文学の論文により博士号を取得。1984年カリフォルニア大学ロサンゼルス校（UCLA）教授、2005年同大学名誉教授、城西国際大学人文学部教授。2008年城西国際大学国際人文学部学部長。
2010年6月24日、千葉で死去した。

## 著書
- Introducing Kyoto（京都案内）講談社インターナショナル、1979.
- Historical Kyoto, with Illustrations and Guide Maps（京都の歴史）ジャパンタイムズ、1983
- Historical Nara : with Illustrations and Guide Maps（奈良の歴史）ジャパンタイムズ、1983
- 『旅する日本人 日本の中世紀行文学を探る』武蔵野書院 武蔵野文庫、1983
- Historical Chanoyu （茶の湯の歴史）ジャパンタイムズ、1986
- Chaos and Cosmos : Ritual in Early and Medieval Japanese Literature（カオスとコスモス-古代中世日本文学の儀礼） Leiden ; New York : E.J. Brill, 1990.
- Japan’s Name Culture : the Significance of Names in a Religious, Political, and Social Context（日本の名前）Sandgate, Folkestone, Kent : Japan Library, 1995.
- Matsuri : the Festivals of Japan（祭り）Richmond, Surrey : Japan Library, 1996.
- 『「ニッポン通」の眼 異文化交流の四世紀』淡交社、1999
- 『外国人が見た十九世紀の函館』武蔵野書院、2002
- 『グランド・ティー・マスター 15代千宗室家元の茶道』淡交社、2002
- A reader in Edo Period Travel Folkestone, Kent, UK : Global oriental, 2006
  - 『江戸の旅日記 「徳川啓蒙期」の博物学者たち』集英社新書、2005
- Philipp Franz von Siebold and the opening of Japan : a re-evaluation（シーボルトと日本の開国） Folkestone, UK : Global Oriental, 2007.
- 『茶道と天下統一 ニッポンの政治文化と「茶の湯」』篠田綾子訳 日本経済新聞出版社、2010

### 共編著
- 『日本紀行文学便覧 紀行文学から見た日本人の旅の足跡』福田秀一共編著 武蔵野書院、1975
- Introduction to Japan [1-3] （日本案内）ドナルド・リチー、ベン・シモンズ共著　講談社インターナショナル、1988-1994

## 参考
- [ISBN 978-4-532-16746-2]
- 訃報